# Anaktuvuk Pass
Anaktuvuk Pass est une localité d'Alaska aux États-Unis située dans le Borough de North Slope, sa population était de 249 habitants en 2007.

## Géographie

### Situation
Elle est située dans la chaîne Brooks, entre la rivière Anaktuvuk et la rivière John. C'est l'une des dernières communautés Iñupiat.

### Démographie
| 1950 | 1960 | 1970 | 1980 | 1990 | 2000 | 2010 | - |
| ---- | ---- | ---- | ---- | ---- | ---- | ---- | - |
| 66   | 35   | 99   | 203  | 259  | 282  | 324  | - |

### Climat
Les températures extrêmes vont de −49 °C en hiver à 10 °C en été.
| Mois                                  | jan.     | fév.     | mars     | avril    | mai      | juin     | jui.     | août     | sep.     | oct.     | nov.     | déc.     | année    |
| ------------------------------------- | -------- | -------- | -------- | -------- | -------- | -------- | -------- | -------- | -------- | -------- | -------- | -------- | -------- |
| Température minimale moyenne (°C)     | −28,4    | −29      | −25,8    | −18,9    | −6,4     | 2,3      | 4,5      | 1,8      | −4,1     | −16,3    | −25,9    | −29,4    | −14,7    |
| Température moyenne (°C)              | −24,2    | −25,2    | −21,3    | −13,6    | −1,1     | 8,1      | 10,2     | 6,8      | 0,1      | −12,8    | −21,8    | −25,7    | −10,1    |
| Température maximale moyenne (°C)     | −20      | −21,4    | −16,8    | −8,3     | 4,2      | 13,9     | 15,8     | 11,7     | 4,2      | −9,4     | −17,6    | −21,9    | −5,5     |
| Record de froid (°C) date du record   | −43 1956 | −44 1954 | −40 1961 | −39 1960 | −27 1971 | −24 1971 | −13 1967 | −10 1973 | −19 1957 | −31 1966 | −40 1966 | −43 1955 | −44 1954 |
| Record de chaleur (°C) date du record | −2 2021  | −2 1959  | 3 1958   | 7 1947   | 17 1958  | 27 1967  | 33 1967  | 24 1960  | 17 1957  | 9 2020   | 2 1967   | −2 1968  | 33 1967  |
| Précipitations (mm)                   | 8,1      | 7,4      | 13       | 14,7     | 13       | 37,3     | 45       | 38,6     | 25,7     | 19,6     | 12,4     | 12,4     | 247,2    |
| dont neige (cm)                       | 16,3     | 10,7     | 19,1     | 16,8     | 7,1      | 0,5      | 0        | 0,8      | 16,8     | 27,4     | 14,7     | 16,5     | 146,7    |

## Histoire
Des groupes de Nunamiuts, qui sont des Inupiats nomades ont quitté la chaîne Brooks entre 1926 et 1927 à cause de la raréfaction des caribous, et de la trop grande proximité des chasseurs occidentaux. En 1938, toutefois, plusieurs familles quittèrent la côte et revinrent dans les montagnes du côté de la rivière Killik et du lac Chandler. Ceux du lac Chandler s'installèrent à Anaktuvuk Pass, et furent rejoints par ceux de la rivière Killik, tandis que d'autres groupes y arrivaient ensuite. Une église presbytérienne y a été construite en 1966, et l'alcool est interdit dans le village.
Les Esquimaux Nunamiuts qui habitent le village pratiquent une économie de subsistance à base de chasse, de pêche et d'artisanat. La communauté, géographiquement très isolée, n'est accessible que par une piste d'aérodrome sommaire, et ne possède aucune route pour la relier à une autre ville et au reste de l'état.